# Erisma calcaratum
Erisma calcaratum là một loài thực vật có hoa trong họ Vochysiaceae. Loài này được (Link) Warm. mô tả khoa học đầu tiên năm 1875.